# Haemolacria
L'haemolacria, aussi appelée hémolacrie, hémolacrymie ou hémodacrye, est une pathologie extrêmement rare (trois à quatre personnes dans le monde) dont la manifestation clinique est l’écoulement de larmes, partiellement ou totalement composées de sang,. 

## Étymologie
Le mot haemolacria est formé à partir du grec ancien αἷμα (aíma), « sang » et du latin lacrima, « larme ».

## Symptômes
La maladie touche les deux sexes. Les symptômes sont spontanés et se manifestent par un écoulement de larmes allant d'un rouge teinté à un rouge complètement foncé, des saignements de nez, des maux de tête ou du sang qui suinte du cuir chevelu.
Le syndrome a été décrit pour la première fois en 1581 par Rembert Dodoens chez une jeune fille de 16 ans.

## Causes
Les causes sont souvent liées à un certain nombre de maladies et peut être révélatrice d'une tumeur dans l'appareil lacrymal. Elle serait provoquée par divers facteurs locaux tels que la conjonctivite bactérienne, des problèmes de coagulation sanguine, des dommages environnementaux ou des blessures.
L'inflammation et l'infection sont également des facteurs pouvant provoquer une sévère irritation qui peut conduire à une fuite de sang dans les capillaires.
Une haemolacria aiguë peut se manifester chez les femmes fertiles, induite par un déséquilibre hormonal, de même chez celles souffrant d'endométriose nasolacrymale.

## Cas historiques célèbres
- Vlad III l'Empaleur, qui inspira à Bram Stoker le personnage de Dracula, était très probablement atteint d'hémolacrie selon des témoignages contemporains, corroborés par une étude de 2023 réalisée par des chimistes de l'université de Catane (Sicile) sur trois lettres écrites par le prince roumain[5]

## Dans la culture populaire
- Le roman Sourires de loup, de Zadie Smith, met en scène un médecin d'une vingtaine d'années, atteint d'haemolacria, liée à une maladie chronique.
- Dans le film Casino Royale, l'ennemi de James Bond, Le Chiffre, souffre d'une haemolacria singulière à l'œil gauche.
- La série True Blood met en scène des vampires pleurant des larmes de sang quand ils sont tristes ou en colère.
- Dans le manga Gantz, d'Hiroya Oku, tout être humain entrant dans la salle de la vérité pleure des larmes de sang pendant un certain temps.
- Dans le manga My Hero Academia, le vilain Dabi (ou Touya Todoroki) ne pleure plus que des larmes de sang à la suite de la brûlure violente (et donc la destruction) de ses canaux lacrymaux.
- Dans le manga Naruto, les membres de la famille Uchiha pleurent du sang lors de l'utilisation de la technique Amaterasu (Lumière Céleste), accompagné d'une vive douleur à l'œil.
- Dans le roguelike The Binding of Isaac, un des objets trouvable par le joueur est nommé d'après cette pathologie[6].
- Dans la série Manifest (saison 3 épisode 9), le docteur Saanvi Bahl pleure des larmes de sang à la suite d'une expérience secrète menée par la NSA.
- Dans la série Glitch, les personnes qui sont mystérieusement revenues à la vie, sont prises de saignements des yeux importants dès lors qu'ils se rapprochent d'une certaine frontière imperceptible, avant de se consumer instantanément s'ils franchissent cette limite.
- Dans le manhwa Noblesse, le personnage principal, Cadis Etrama di Raizel, verse une larme de sang à chaque fois qu'il utilise ses pouvoirs de manière accrue.